# Cyligramma limacina
Cyligramma limacina är en fjärilsart som beskrevs av Guérin 1829. Cyligramma limacina ingår i släktet Cyligramma och familjen nattflyn. Inga underarter finns listade i Catalogue of Life.